# Arne Månsson
Pour les articles homonymes, voir Månsson.
Arne Månsson (né le 11 novembre 1925 et mort le 11 janvier 2003) était un joueur de football international et entraîneur suédois.

## Biographie

### Club
Il passe la majeure partie de sa carrière dans le club suédois du Malmö FF.

### International
Du côté de la sélection de Suède, il a participé à la coupe du monde 1950 au Brésil, où les Suédois finissent 3e.

### Entraîneur
Après son départ de Malmö en 1955, il devient entraîneur-joueur de l'équipe de Trelleborgs FF, avant de devenir entraîneur du Malmö BI.
Il est notamment connu pour avoir découverts de nombreux jeunes talents, comme Bo Larsson ou encore Staffan Tapper.